# Dom braće Krstić
Das Gebäude Kralja Milutina 5 ist ein Wohnhaus in Belgrad, das seit 1973 den Status eines Kulturdenkmals hat. Es wurde im späten 19. Jahrhundert als repräsentatives Wohngebäude erbaut. Kurz nach der Vollendung zog die Familie Krstić ein, deren Söhne, die bekannten Architekten Petar und Branko Krstić, hier geboren wurden und arbeiteten. Dies machte das Haus als Dom braće Krstić (‚Haus der Gebrüder Krstić‘) bekannt.

## Geschichte
Das Haus Kralja Milutina 5 wurde um das Jahr 1895 erbaut. Der Bauherr war Gavra Sabovljević, der das Haus errichten ließ, um es später vermieten zu können. Bald verkaufte er es an die Eltern der Brüder Krstić. Petar (1899) und Branko Krstić (1902) wurden in dem Gebäude geboren. Das Gebäude wurde unmittelbar nach dem Ersten Weltkrieg umgebaut. Nach dem Studium arbeiteten die Brüder Krstić in diesem Haus. Petar und Branko Krstić begannen ihre Karriere mit dem preisgekrönten Projekt für den jugoslawischen Pavillon zur Ausstellung in Philadelphia im Jahr 1925. Im Jahr 1927 gewann ihr Projekt die Ausschreibung für den Entwurf des Heiligen Sava Tempels. Die Brüder gehörten zu der Gruppe der Architekten des modernen Stils. Ihre gemeinsame Arbeit umfasste Dutzende von entworfenen und gebauten Gebäuden, wie Agrarbankgebäude, Kirche des Heiligen Markus und den Igumans Palast.
Später befand sich ein Architektenbüro von Milan Sekulić, M. Petrović-Obućina und Dragiša Brašovan im Haus. Das Haus wurde im ersten Jahrzehnt des 21. Jahrhunderts umfassend restauriert.

## Beschreibung
Das Gebäude in der Kralja Milutina 5 in Belgrad ist ein einstöckiges Einfamilienhaus mit vier Schlafzimmern, die um einen Saal angeordnet sind; der Keller dient als Hauswirtschaftsraum. Die Ausstattung der Wohnung war zeitgemäß, jedoch ist der Boden aus Marmor; nur in einem Raum befindet sich eine hölzerne Kassettendecke.

## Bedeutung
Das Haus Kralja Milutina 5 ist eines der seltenen erhaltenen kleineren Wohngebäude im Gebiet zwischen Terazije und Slavija. Nach dem Fensterprofil geht man davon aus, dass der Architekt des Gebäudes Jovan Ilkić war. Der kulturelle und historische Wert des Gebäudes ergibt sich auch daraus, dass es sich um den Ort handelt, an dem das architektonische Werk der Architekten-Brüder Petar und Branko Krstić entstand. Das Haus der Brüder Krstić wurde 1973 zum Kulturdenkmal erklärt.